# 無情弦
《無情弦》是歌手林慧萍的第十張個人專輯，歌林唱片1986年9月5日發行。

## 曲目
| 曲序 | 曲名           | 作詞   | 作曲   | 編曲   | 長度 | 備註             |
| 01   | 無情弦         | 林秋離 | 熊美玲 | 陳玉立 | 3:42 |                  |
| 02   | 心跳           | 張尚喬 | 陳進興 | 陳玉立 | 3:08 | 陳進興更名為陳品 |
| 03   | 破碎的心       | 陳秀男 | 陳秀男 | 陳玉立 | 3:07 |                  |
| 04   | 就是我愛你     | 林秋離 | 熊美玲 | 陳玉立 | 3:38 |                  |
| 05   | 握你的手       | 陳果   |        | 陳玉立 | 3:49 |                  |
| 06   | 不願發生的事   | 陳美威 | 陳美威 | 陳玉立 | 3:58 | 男聲：楊璿       |
| 07   | 寂寞已離我遠去 | 王海玲 | 王海玲 | 陳玉立 | 3:05 |                  |
| 08   | 即使能         | 張尚喬 |        | 陳玉立 | 3:48 |                  |
| 09   | 別管我         | 陳美威 | 陳美威 | 陳玉立 | 3:00 |                  |
| 10   | 永恆的烙印     | 王海玲 | 王海玲 | 陳玉立 | 3:37 |                  |

## 唱片版本
- 黑膠唱片
  - 1986年9月5日歌林唱片發行
- 卡帶
  - 1986年9月5日歌林唱片發行
- CD
  - 2007年11月7日飛躍製作；喜瑪拉雅唱片發行